# João Rodrigo Silva Santos
João Rodrigo Silva Santos, genannt João Rodrigo (* 8. November 1977 in Rio de Janeiro; † 29. Oktober 2013 ebenda), war ein brasilianischer Fußballspieler. In Brasilien spielte er bei zahlreichen Vereinen aus dem zweiten Glied wie seinem Stammverein Bangu AC in Rio oder dem Clube do Remo in Nordostbrasilien. In Honduras gewann er mit CD Olimpia 1999 das Double. In Europa war er für kurze Zeit in Schweden bei Östers IF. Seine besonders grausam erscheinende Ermordung sorgte weltweit für Aufmerksamkeit.

## Karriere
João Rodrigo begann seine Karriere in der Jugendmannschaft des Bangu AC. Am 2. April 1996 wurde er das erste Mal in der ersten Mannschaft eingesetzt. Zwei Jahre später erzielte er gegen Fluminense FC sein erstes Ligator. Im selben Jahr wurde er an den erfolgreichsten Verein von Honduras, den Club Olimpia Deportivo ausgeliehen. Er gewann mit dem Verein in diesem Jahr sowohl die nationale Meisterschaft als auch den nationalen Pokal.
Nachdem er darauf an den CA Sorocaba ausgeliehen wurde, kehrte er im Jahr 2000 zum Bangu AC zurück, der inzwischen in der zweiten Brasilianischen Liga spielte. Er entwickelte sich dort zu einem der torgefährlichsten Stürmer seines Vereins. Zu Beginn des Jahres 2001 verletzte sich João Rodrigo schwer und fiel für den Rest der Saison aus.
2003 wurde er erneut ausgeliehen und spielte in Schweden für Östers IF, wo er in sechs Erstligaspielen einen Treffer erzielte. 2004 kehrte er wieder zu seinem Heimatverein zurück und wurde ein Jahr später an Madureira EC verkauft. Zu diesem Zeitpunkt war João Rodrigo 103 Mal für Bangu aufgelaufen und hatte 33 Tore für den Verein erzielt. 2000, als Bangu in der nationalen zweiten Liga Achter wurde, die letzte Saison von Bedeutung des Traditionsvereins, war er bester Torschütze von Bangu.
Es folgten Stationen in diversen Vereinen, bis er schließlich 2011 seine Karriere als Fußballer beendete. Er eröffnete in Realengo, einem kleinbürgerlichen Viertel im Westen von Rio nahe Bangu, einen Einzelhandelsladen für Bio-Lebensmittel und Naturkosmetik.

## Privates
Santos war mit der 1982 geborenen Geisa Silva verheiratet. Sie war bei der Pazifikationstrupe von Rio de Janeiro angestellt und bei der Befriedung von Favelas, wie zuletzt von São Carlos im Norden von Rio, eingesetzt. Sie war aber nicht an Razzien beteiligt, sondern unterstützte Jugendliche mit sozialen Projekten und gab zum Beispiel Schwimmunterricht.

## Ermordung
Am 28. Oktober 2013 um 19:45 Uhr schloss João Rodrigo sein Geschäft. Bei Verlassen seines Ladens wurde er von mehreren Angreifern in sein eigenes Auto gezerrt und entführt. Als João Rodrigo nicht zuhause eintraf, meldete ihn seine Frau Geisa in der Nacht auf den folgenden Tag bei der Polizei als vermisst.
Gegen 5:30 Uhr fand seine Frau den Rucksack ihres Mannes auf der Schwelle ihres Hauses. In dem Rucksack befand sich der abgeschnittene Kopf des Ex-Fußballprofis. Beide Augen und die Zunge waren aus dem Schädel geschnitten worden. Der Torso wurde später im Fluss Guandu in Queimados gefunden. Auch die restlichen Teile des Körpers wurden verstreut in dem Areal gefunden.
Angesichts des Stils der Ermordung verdächtigt die Polizei die Drogenmafia. João Rodrigo selbst hatte angeblich keinen Kontakt zu jeglicher Form von Betäubungsmitteln und hatte niemals Warnungen oder Drohungen erhalten. Wegen der beruflichen Tätigkeiten seiner Frau als Militärpolizistin in den Favelas in Rio de Janeiro wurde der Mord zunächst als Vergeltung der Drogenmafia an seiner Frau interpretiert. Später wurde bekannt, dass João Rodrigo Tage zuvor Bilder von Dealern und Einbrechern auf Facebook veröffentlicht hatte, um diese zu fassen.
João Rodrigo wurde auf dem Friedhof Cemitério Jardim da Saudade im Westen Rios beigesetzt.

## Erfolge
CD Olimpia
- Meisterschaft von Honduras: 1999
- Pokal von Honduras: 1999

Nacional AC (SP)
- Meisterschaft der Dritten Staatsliga: 2000

Clube do Remo
- Meisterschaft der Dritten Liga von Brasilien: 2005